# Malacomorpha cyllarus
Malacomorpha cyllarus är en insektsart som först beskrevs av John Obadiah Westwood 1859.  Malacomorpha cyllarus ingår i släktet Malacomorpha och familjen Pseudophasmatidae. Inga underarter finns listade i Catalogue of Life.